# Моріс Леві
Морі́с Леві́ (фр. Maurice Lévy; 28 лютого 1838, Рибовілле, Франція — 30 вересня 1910, Париж) — французький математик, механік та інженер, член Паризької академії наук (1883).

## Біографічні дані
Закінчив Політехнічну школу (1858), де був учнем Сен-Венана і Школу мостів та доріг (1961) у Парижі. Став інженером у 1863. Під час франко-прусської війни (1870—1871) Уряд національної оборони доручив йому контролювати частину артилерії.
З 1874 року Моріс Леві працює асистентом Бертрана в Колеж де Франс; з 1875 він — професор Центральної школи Парижа і з 1885 — професор й очільник кафедри аналітичної геометрії і небесної механіки у Колеж де Франс.
У 1879 був членом комісії з геодезичної зйомки Франції. У 1883 був обраний до Паризької академії наук. Генерал-інспектор мостів та доріг з 1885 року.

## Наукові здобутки
Опублікував багато праць у різних галузях прикладної математики і механіки (гідродинаміки, гідравліки, теорії пружності, графічної статики, кінематики) а також проективної, диференціальної та аналітичної геометрії.
У своєму трактаті «Графостатика у застосуванні до споруд» (фр. La statique graphique et les applications aux constructions, 1874) у 4-х томах він застосував методи проективної геометрії до задач статики. Вирішив проблему визначення тиску маси ґрунту. Вивів диференціальні рівняння рівноваги плоского кривого стержня, вигнутого дією рівномірно розподіленого навантаження, дослідив згин прямокутних пластинок. Для пластинок кінцевої товщини детально вивчив місцеві збурення, що спричиняються заміною однієї статичної системи крайових сил іншою системою їй еквівалентною. Вирішив двовимірну задачу розподілу напружень у клині, що піддається тиску на його границях.

## Наукові праці
Публікував результати своїх наукових досліджень у «Працях Академії наук» (фр. Comptes rendus de l’Académie des sciences) і «Бюлетені математичних наук» (фр. Bulletin des sciences mathématiques).
Найвідоміші його праці:
- «Essai théorique et appliqué sur le mouvement des liquides» (1867);
- «La statique graphique et les applications aux constructions» (1874);
- «Sur la transformation des coordonnées curviligne»;
- «Sur les surfaces dont l’élément linéaire est homogène» (1878);
- «Sur le principe d'énergie» (1888).